# یئوری ورنر
یئوری ورنر (سوئدی: Georg Werner؛ ۸ آوریل ۱۹۰۴ – ۲۶ اوت ۲۰۰۲) شناگر اهل سوئد بود.
وی در مسابقات کشوری و بین‌المللی در مجموع برندهٔ ۳ مدال برنز شده‌است.